# Malin Bobeck Tadaa
Malin Bobeck Tadaa, född 21 september 1986, är en svensk konstnär som arbetar med teknik, textil och ritual. Hon är utbildad vid Textilhögskolan i Borås. 2015 år tilldelades hon Sten A. Olssons kulturstipendium, med en uppföljare utställning på Göteborgs Konstmuseum av "Those Who Affected Me".
Malin har utvecklat en egen teknik för att väva textil med fiberoptik. Denna kopplas till hundratals små lysdioder som gör att textilerna kan skifta färg och animeras med ljus. Hon väver även in olika typer av sensorer i textilerna, för att skapa interaktiva verk som reagerar på till exempel beröring.
Hennes största installation hittills, Emerging Sensation, ägde rum i januari 2019 och lockade till sig över 4000 besökare, och finansierades av Konstnärsnämnden. Utställningen ägde rum i R1 (reaktor) på KTH och använde sig av Microsoft HoloLens för att skapa lager av Förstärkt verklighet ovanpå de interaktiva textila verken. Ett av verken från utställningen turnerade 2022 som scenografi till Skånes Dansteaters föreställning Vår Dag. 
Hennes första offentliga utomhuskonstverk var "Jordstjärna", som skapades för Art Scape i Borås 2020.
2022 kallade Uppsala Museum Malin en "vår tids mest intressanta textilkonstnärer" för utställningen "Ingrid Skerfe-Nilsson i möte med samtiden". Ett av hennes verk finns i museets samling.
Hon har ställt ut på Nationalmuseum, Textilmuseet i Borås, Avesta Art, Heimtextil, Zona Maco, Milan Furniture Fair och Stockholm Furniture Fair
Malin är gift med föreläsaren Gustaf Josefsson Tadaa